# Cantonul Saint-Sernin-sur-Rance
Cantonul Saint-Sernin-sur-Rance este un canton din arondismentul Millau, departamentul Aveyron, regiunea Midi-Pyrénées, Franța.

## Comune
- Balaguier-sur-Rance
- La Bastide-Solages
- Brasc
- Combret
- Coupiac
- Laval-Roquecezière
- Martrin
- Montclar
- Montfranc
- Plaisance
- Pousthomy
- Saint-Juéry
- Saint-Sernin-sur-Rance (reședință)
- La Serre